# بوشاون
بوشاون هي جماعة قروية تابعة لإقليم فجيج ضمن جهة الشرق بالمغرب، وهي تضم 057 13 نسمة موزعين على 656 2 أسرة، حسب الإحصاء العام للسكان والسكنى لسنة 2014.

## إحصاء عام
| السنة | عدد السكان | عدد الأسر | عدد الأجانب |
| ----- | ---------- | --------- | ----------- |
| 1994  | 8772       | 1854      | °°°°        |
| 2004  | 11231      | 2314      | 0           |

## دواوير الجماعة
- دوار لمحيرت
- دوار بوتجوت
- دوار العيون
- دوار كدو
- دوار جرابعة
- دوار ايت الركيك